# Осетинская кухня

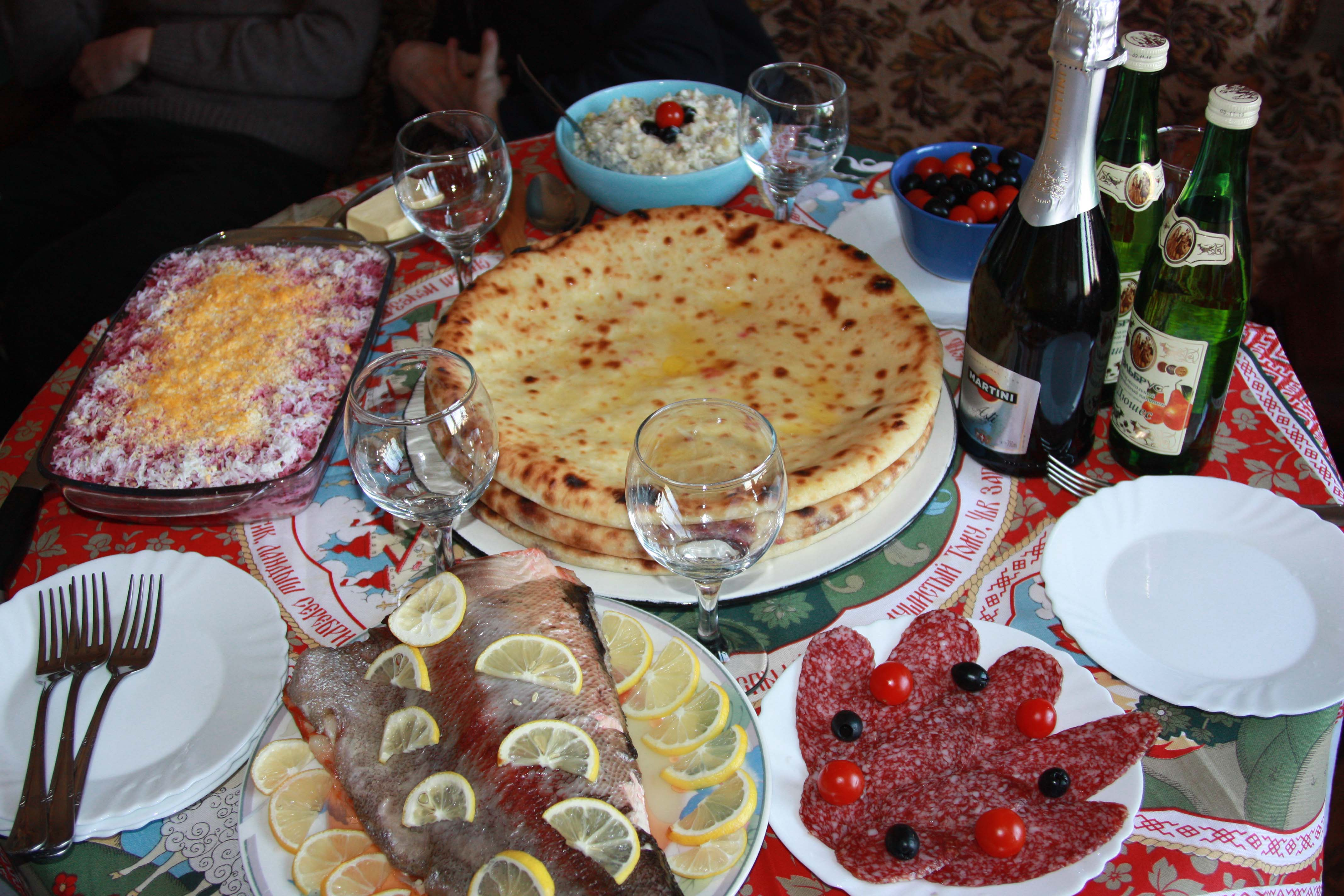
Осетинские пироги в центре праздничного стола

Осети́нская ку́хня (осет. ирон хӕринӕгтӕ / хуӕруйнӕгтӕ) — традиционная кухня осетин.

## Общая характеристика
Основой кухни является отварное в походном казане мясо чаще говядины, реже баранины, которое приправляется острым сметанным соусом (цахдон, нуры цахдон). Вторым блюдом традиционно считаются пироги (чъиритӕ) с разнообразной начинкой. Далеко за пределами Осетии известен осетинский сыр и осетинское пиво (бӕгӕны). Как и на всём Кавказе, в Осетии распространён шашлык на торжествах и поминках готовят только говядину, баранину, реже птицу (физонӕг) (свиной шашлык кроме мусульман употребляют вне торжественное время отдыха на природе или дома).
Из-за своего географического места жительства осетины (особенно живущие в горах) питались скудно. Обычной едой для них был чурек (осет. кӕрдзын), запиваемый пивом, молоком, либо простой ключевой водой. 
Также готовили популярные в народе овсяные блюда бламык, хомыс и калуа. В наше время их обычно не готовят.
Важным блюдом на осетинском столе являются пироги. Их начинка может быть разной: картофель, мясо, сыр, листья свеклы, тыква, капуста, черемша. Пироги делаются из дрожжевого теста. Самый популярный из этих пирогов — пирог с мясом, фыдчин (осет. фыдджын). Фыдджын — обязательное блюдо на званых обедах. С пирогами связан важный осетинский обряд.
Среди традиционных напитков самыми излюбленными были ронг, осетинское пиво, арака́, брага, квас. Отсутствие ронга в современной осетинской кухне объясняется выселением монголами аланов из степей в горы, и это лишило их возможности заниматься пчеловодством. Известны также осетинские спиртные напитки — например, двайно (арака двойной перегонки) и «напиток Тутыра» (осет. Тутыры нозт, смесь араки с квасом).
Осетинское пиво широко известно на территории Северного Кавказа и в России в целом. Многие иностранные путешественники отмечали высокие вкусовые качества этого напитка. По преданию, пиво изобрела Шатана, главная героиня нартовского эпоса осетинского народа.
Осетинский сыр также известен своим вкусом. Он используется в разных блюдах, к примеру в цихтджине (осет. цыхтджын, чаще называется «олибах» уӕлибах), пироге с сыром.
Мясо зачастую ели лишь по торжественным случаям, так как в горах нельзя было добыть много мяса, а скот выступал в качестве своего рода денежной системы.
С приходом Советской власти осетинская кухня претерпела множество изменений, впитав в себя элементы русской и европейской кулинарии, и грузинской кулинарии.
Традиционным блюдом в день похорон умершего является плов с говядиной, которое готовят в большом казане, либо фасолевый суп «кадур».

## Выпечка

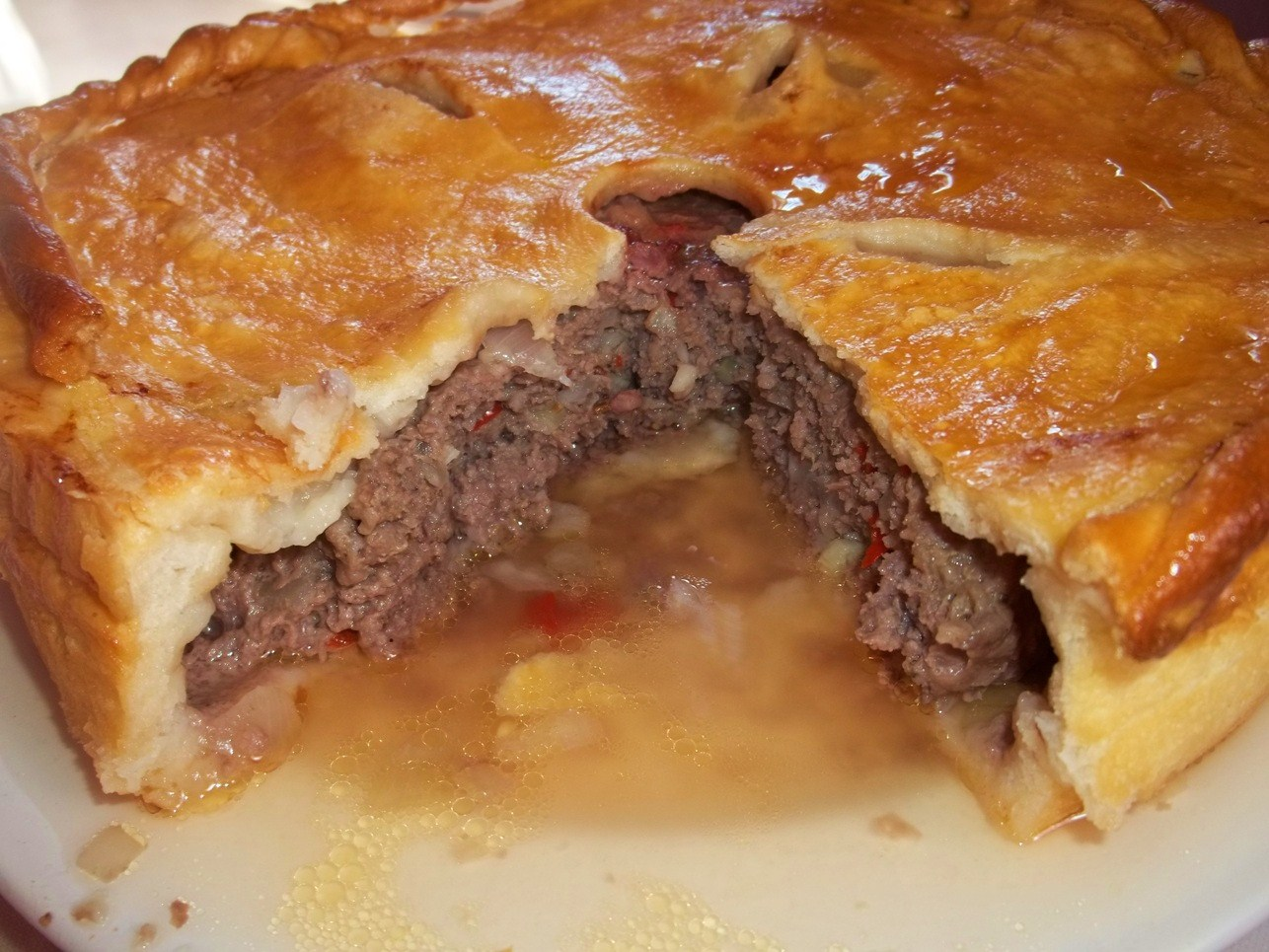
Разрезанный фыдджын

### Пироги
Основными блюдами осетинской кухни являются осетинские пироги (осет. чъиритӕ / къеретӕ), из них:
- Уали́бах, хаби́зджин или ахци́н, ци́хтгун (осет. уæлибæх, хæбизджын / æхцин, цихтгун) — пирог круглой формы с молодым осетинским сыром;
- карто́фджин, карто́фгун (осет. картофджын / картофгун) — пирог с картофелем и осетинским сыром;
- Цахара́джин, дзахара́гун (осет. цæхæраджын / дзæхæрагун) — пирог со свекольной ботвой и осетинским сыром;
- Фыджи́н, фи́дгун (осет. фыдджын / фидгун) — пирог с рубленой говядиной или бараниной;
  - Фиджи́н хулфыдза́уматима (осет. фыдджын хуылфыдзауматимæ) — пирог с коровьими внутренностями — пирог с внутренностями коровы (дважды варёная кишка, далее рубленая) с соком, сушёным красным перцем, чесноком, ныне с луком, с добавлением сметаны;
- Ка́бускаджин, ка́бускагун (осет. къабускаджын / къабускагун) — пироги с измельчённой капустой и осетинским сыром;
- Кади́нзджин, гадзи́ндзгун (осет. хъæдындзджын / гъæдзиндзгун) — пирог с зелёным луком и осетинским сыром;
- Даво́нджин, дабо́нгун (осет. давонджын / дабонгун) — пироги с листьями черемши и осетинским сыром;
- Каду́рджин, кадо́ргун (осет. хъæдурджын / хъæдоргун) — пирог с фасолью;
- На́сджин, на́сгун (осет. насджын / насгун) — пироги с измельчённой тыквой;
- Арта́дзихон, са́фсаг (осет. æртæдзыхон / сæфсæг[4]) — ритуальный пирог треугольной формы с осетинским сыром.

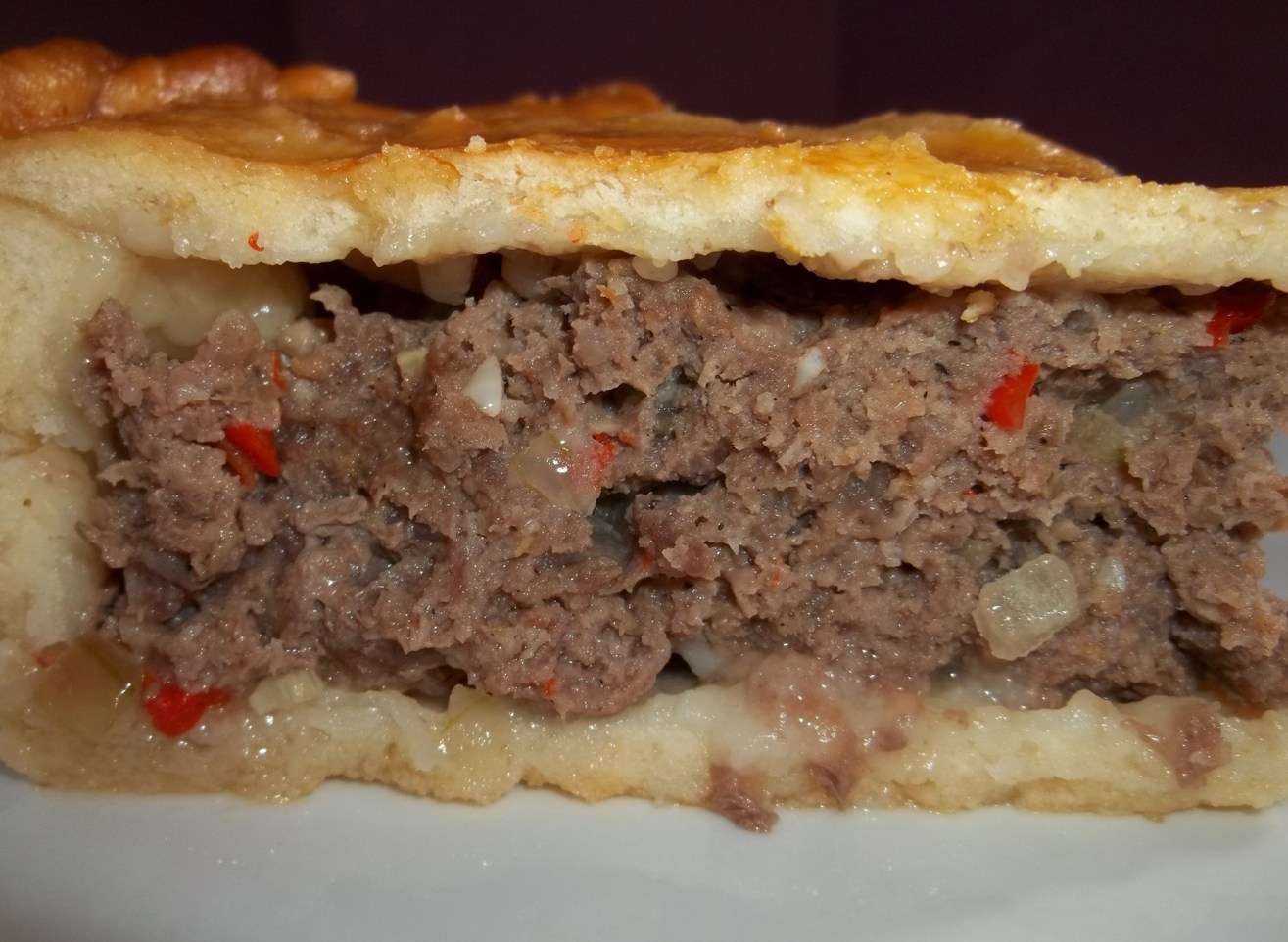
Начинка фыдджына

### Хлеб
Хлеб в Осетии разделяется по своему составу: из пшеничной муки (осет. дзул / дзол), из ячменя (осет. хъæбæрхоры кæрдзын / хъæбæрхуари кæрдзин), из кукурузы (осет. нартхоры кæрдзын / нартихуари кæрдзин), ржаной хлеб (осет. хæлеба). Кроме того, в хлеб зачастую добавляли разные дополнительные ингредиенты, к примеру, тмин, барбарис и т.д. Но одно из главных мест в пищевом рационе осетин в прошлом занимал все же хлеб, выпекавшийся из ячменя, поскольку ячмень был самой неприхотливой культурой для суровых условий гор.
- Ка́да (осет. када) — сладкая сдобная булка с начинкой из жаренной муки, сахара и грецкого ореха;
- Ла́уз (осет. лауз) — лаваш;
- Кардзи́н (осет. кæрдзын / кæрдзин) — чурек;
- Лаку́ма, лаку́н (осет. лæхъуымæ / лæхъун) — фигурная, пресная лепёшка, испечённая в масле;
- Со́йыфых, со́нифунх (осет. сойыфых / сонифунх, сойнифунх) — лепёшка, жаренная на масле, сале.

## Сладости
- Дзука́та, пи́хса (осет. дзуката / пихсæ) — хворост;
- Туа́гцара (осет. туагцъарæ) — пастила;
- Халуа́ (осет. халуа) — осетинская халва, которое готовят с добавлением манной крупы и сливочного масла. В халуа иногда добавляют изюм и обжаренные орехи;
- Ба́лджин, ба́лигун (осет. балджын / балигун) — пирог с вишней;
- Мыджи́н, му́дгун (осет. мыдджын / мудгун) — пирог с медом, медовый, сладкий.

## Соусы
- Лывжа́, ливза́ (осет. лывзæ / ливзæ, либзæ) — рагу, жаркое из мяса и картофеля;
- Су́ран (осет. суран) — овощной зелёный суп с курицей и чабрецом;
- То́лон (осет. толæн) — сливочный суп с курицей;
- Туйра́ (осет. туйра) — соус с тушеным мясом;
- Каду́ры баш, кадо́рибаса (осет. хъæдуры бас / хъæдорибасæ) — фасолевый суп;
- Дзыкка́, дзикка́ (осет. дзыкка / дзикка) — сытная сырно-мучная каша;
- Дзырна́, дзарна́ (осет. дзырна / дзæрна) — бобовая закуска.

## Напитки

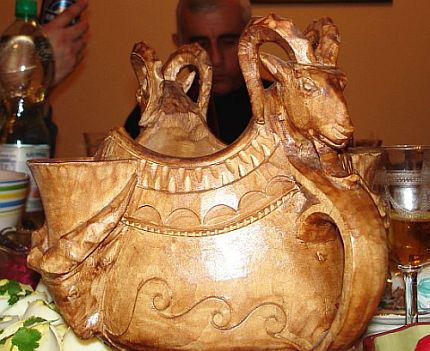
Осетинская ритуальная пивная чаша с осетинским пивом

Осетинское пиво пользуется популярностью не только на просторах кавказского региона, но и за его пределами. Для местных жителей пиво собственного приготовления не просто напиток: во время его приготовления молятся Богу. В рецепт входят зерна ячменя, пшеницы и кукурузная мука.
- Баганы, алутон, илатон (осет. бæгæны, æлутон / бæгæни, илæтон) — пиво;
- Кумал (осет. къуымӕл / къумӕл) — хлебный квас, фруктовый квас;
- Сан, сана (осет. сӕн / сӕнӕ) — вино;
- Арака (осет. арахъхъ) — самогон, крепкий алкогольный напиток (аналог виски, саке).
- Ронг (осет. ронг) — хмельной напиток, приготовленного особенным образом из мёда. (аналог медовуха)

## Популяризация
Блюда осетинской кухни распространены за пределы двух Осетии, множество осетинских ресторанов, кафе, владельцами, помимо осетин, являются представители других народов: русские, дагестанцы, кабардинцы. Также во многих грузинских и европейских ресторанах есть блюда из осетинской кухни.
Ежегодно в Северной Осетии, в Южной Осетии проходят конкурсы, фестивали осетинских пирогов, фестивали осетинского сыра, фестивали общей осетинской кухни.